# Huddersfield Town A.F.C.
Huddersfield Town Association Football Club er en engelsk fodboldklub fra Huddersfield, som spiller i landets tredje bedste række, League One.

## Historie
Huddersfield Town Association Football Club blev dannet i 1908, og blev medlem af Football League i 1910.
Holdet havde sin sin bedste era i løbet af 1920erne. De opnåede for første gang oprykning til First Division, den bedste række, i 1920. De vandt deres første trofæ i 1922 da de vandt årets udgave af FA Cup. Mellem 1923-26 blev Huddersfield det første hold nogensinde i England til at vinde den bedste række 3 år i streg. Huddersfield fortsatte med at være blandt de bedste hold i England over de næste mange år, og sluttede på andenpladsen i ligaen 3 gange og kom i 3 yderlige FA Cup-finaler, men uden at vinde.
Huddersfield rykkede for første gang ned i 1952. De spillede i den næstbedste række frem til 1970, hvor de igen rykkede op. Det var dog kun i 2 sæsoner, at de blev i den bedste række, før nedrykning i 1972. Det blev kun værre herfra, da de i 1973 rykkede ned igen, og for første gang i klubbens historie skulle spille i den tredjebedste række. I 1975 rykkede de igen ned, og spillede nu i den fjerdebedste række.
Huddersfield vendte tilbage til den tredjebedste række i 1980, og over de næste 20 år spillede i klubben i perioder i enten den tredje- eller næstbedste række. I 2003 rykkede de igen ned i den fjerdebedste række, men kun i en enkelt sæson. Klubben vendte i 2012 tilbage til den næstbedste række, nu kaldet Championship.
I 2017 lykkedes det endeligt for Huddersfield Town at rykke op til Premier League, og de spillede igen i den bedste engelske række for første gang i 45 år. Det lykkedes klubben at overleve i deres første sæson tilbage, men deres anden sæson i 2018-19 var en anden historie. Holdet sluttede sæsonen med kun 16 point på sæsonen, hvilke gjorde dem pointmæssig til de tredje værste hold i Premier Leagues historie.

## Nuværende spillertrup
Oversigten er opdateret til og med 23. marts 2022.
| Nr. | Land     | Position | Spiller                         |
| --- | -------- | -------- | ------------------------------- |
| 2   | Spanien  | FO       | Pipa                            |
| 3   | England  | FO       | Harry Toffolo                   |
| 4   | England  | FO       | Matty Pearson                   |
| 5   | Spanien  | MI       | Álex Vallejo                    |
| 6   | England  | MI       | Jonathan Hogg (Anfører)         |
| 7   | England  | MI       | Tino Anjorin (Lånt fra Chelsea) |
| 8   | England  | MI       | Lewis O'Brien                   |
| 9   | Skotland | AN       | Jordan Rhodes                   |
| 10  | England  | AN       | Josh Koroma                     |
| 11  | England  | MI       | Rolando Aarons                  |
| 14  | England  | FO       | Josh Ruffels                    |
| 15  | Skotland | MI       | Scott High                      |
| 16  | Wales    | MI       | Sorba Thomas                    |
| 18  | England  | MM       | Jamal Blackman                  |

| Nr. | Land       | Position | Spiller                              |
| --- | ---------- | -------- | ------------------------------------ |
| 19  | USA        | MI       | Duane Holmes                         |
| 20  | England    | FO       | Ollie Turton                         |
| 21  | England    | MM       | Lee Nicholls                         |
| 22  | England    | AN       | Fraizer Campbell                     |
| 23  | Senegal    | FO       | Naby Sarr                            |
| 24  | Luxembourg | MI       | Danel Sinani (Lånt fra Norwich Town) |
| 25  | England    | AN       | Danny Ward                           |
| 26  | England    | FO       | Levi Colwill (Lånt fra Chelsea)      |
| 28  | Irland     | MI       | Danny Grant                          |
| 29  | England    | FO       | Aaron Rowe                           |
| 31  | England    | MM       | Ryan Schofield                       |
| 32  | England    | FO       | Tom Lees                             |
| 37  | England    | MI       | Jonathan Russell                     |
| 48  | Holland    | MI       | Carel Eiting                         |